# Heinrich Ernst zu Stolberg-Wernigerode
Heinrich Ernst rigsgreve af Stolberg-Wernigerode (født 7. december 1716 i Wernigerode, død 24. oktober 1778 i Halberstadt) var en tysk greve, provst og salmedigter.
Han var den ældste overlevende søn af grev Christian Ernst zu Stolberg-Wernigerode. Både faderen og hans moder, Sophie Charlotte født grevinde af Leiningen-Westerburg var stærkt påvirkede ar pietismen og opdrog sønnen i denne ånd. Heinrich Ernst studerede ved universiteterne i Halle (Saale) og Göttingen og fik allerede i 1739 bestalling som præbende ved stiftet i Halberstadt og modtog samtidig Dannebrogordenen af kong Christian 6. af Danmark. Kong Frederik 2. af Preussen gav ham desuden udnævnelse til provst over stiftet St. Bonifatius og St. Mauritius i Halberstadt.
Grev Heinrich Ernst tog tidligt del i regeringen og tog fra 1742 del i regeringsmøderne. Således var han med til at etablere en tørvegrav ved bjerget Brocken i 1743, der fik navnet Heinrichshöhe.
I 1763 bestilte greven hos maleren Johann Georg Ziesenis et knæstykke af kong Frederik 2. af Preussen.
Efter faderens død i 1771 overtog den 55-årige greve regeringsmagten i grevskabet Wernigerode, hvor han fortsatte den pietistiske atmosfære. Han digtede selv hele 400 salmer og samlede på salmer til biblioteket i Wernigerode. Han understøttede desuden folkedigteren Anna Louisa Karsch.

## Værker
- Geistl. Gedichte, hrsg. v. Siegmund Jakob Baumgarten, 4 Bde., Halle 1748-52.
- Der sel. u. sichere Glaubensweg eines ev. Christen in gebundene Rede gebracht, Wernigerode 1747
- Neue Sammlung geistlicher Lieder, Wernigerode 1752 [udgiver], heriblandt hans salme: Fort, fort, mein Herz, du mußt stets aufwärts steigen.

## Familie
Heinrich Ernst ægtede 11. december 1738 i Sorau en datter af grev Erdmann II. von Promnitz, Marie Elisabeth. Hun døde efter at have født sin anden datter 29. juli 1741 i Wernigerode. 
- Auguste Charlotte (9. oktober 1740 – 20. september 1741)
- (datter) (1741)

Efter et sørgeår indgik han i Köthen sit andet ægteskab med Christiane Anna, prinsesse af Anhalt-Köthen, datter af fyrst August Ludvig af Anhalt-Köthen og dennes anden gemalinde Emilie grevinde af Promnitz. Sønnen født i dette ægteskab, Christian Friedrich overtog i 1778 grevskabet og regeringen.
- Christian Friedrich (1746-1824) ∞ Auguste Eleonore zu Stolberg-Stolberg (1748-1821)
- Auguste Friederike (4. september 1743 – 9. januar 1783)

∞ 5. december 1767 Gustav Friedrich zu Ysenburg und Büdingen (7. august 1715 – 12. februar 1768)
∞ 24. september 1768 Ludwig Casimir zu Ysenburg und Büdingen (25. august 1710 – 15. december 1775)
∞ 26. juni 1777 Friedrich von Wendt (død 24. september 1818)
- Luise Ferdinande (30. september 1744 – 3. februar 1784) ∞ 13. juni 1766 Frederik Erdmann af Anhalt-Köthen-Pless (1731-1797)

1. ↑  Navnet er anført på engelsk og stammer fra Wikidata hvor navnet endnu ikke findes på dansk.
2. ↑  Navnet er anført på engelsk og stammer fra Wikidata hvor navnet endnu ikke findes på dansk.